# Zipkeleben

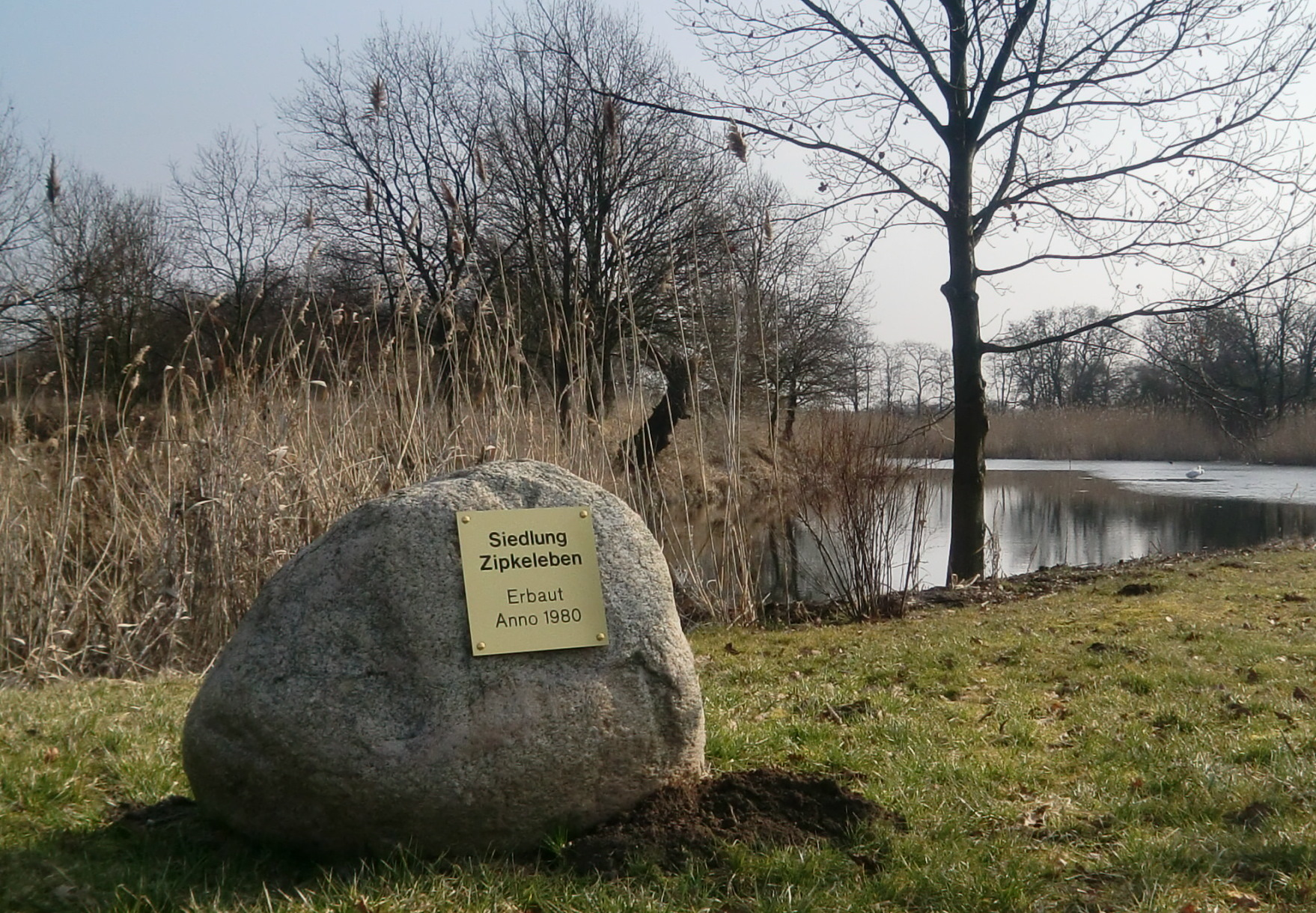
Gedenkstein für die 1980 gebaute Siedlung

Zipkeleben ist ein Stadtteil der Stadt Magdeburg.

## Lage
Mit nur 269 Einwohnern mit Hauptwohnsitz (Stand 31. Dezember 2021) ist der östlich der Elbe gelegene Ortsteil einer der einwohnerschwächeren Stadtteile der Stadt. Im Norden grenzt Zipkeleben an den Stadtteil Berliner Chaussee, westlich befinden sich Cracau und Prester und im Süden Pechau. Nach Osten hin grenzt Zipkeleben an den Elbe-Umflutkanal, der die Ostgrenze der Stadt bildet.
Die Fläche Zipkelebens beträgt 4,6474 km² und ist überwiegend durch landwirtschaftliche Nutzflächen geprägt. Die Bebauung des Stadtteils besteht aus drei Bungalowsiedlungen mit insgesamt circa 100 Bungalows, die sich entlang der Seen Dreikolke und Zipkeleber Parksee ziehen. In der wärmeren Jahreszeit leben hier bis zu 250 Personen. Die Zipkelebener Gewässer sind beliebte Angelreviere. Der Zipkeleber Parksee wird als Naturdenkmal geführt. In Zipkeleben bestehen acht Fließgewässer mit einer Länge von insgesamt 11,03 km. Die Seen haben eine Fläche von 5,29 Hektar.

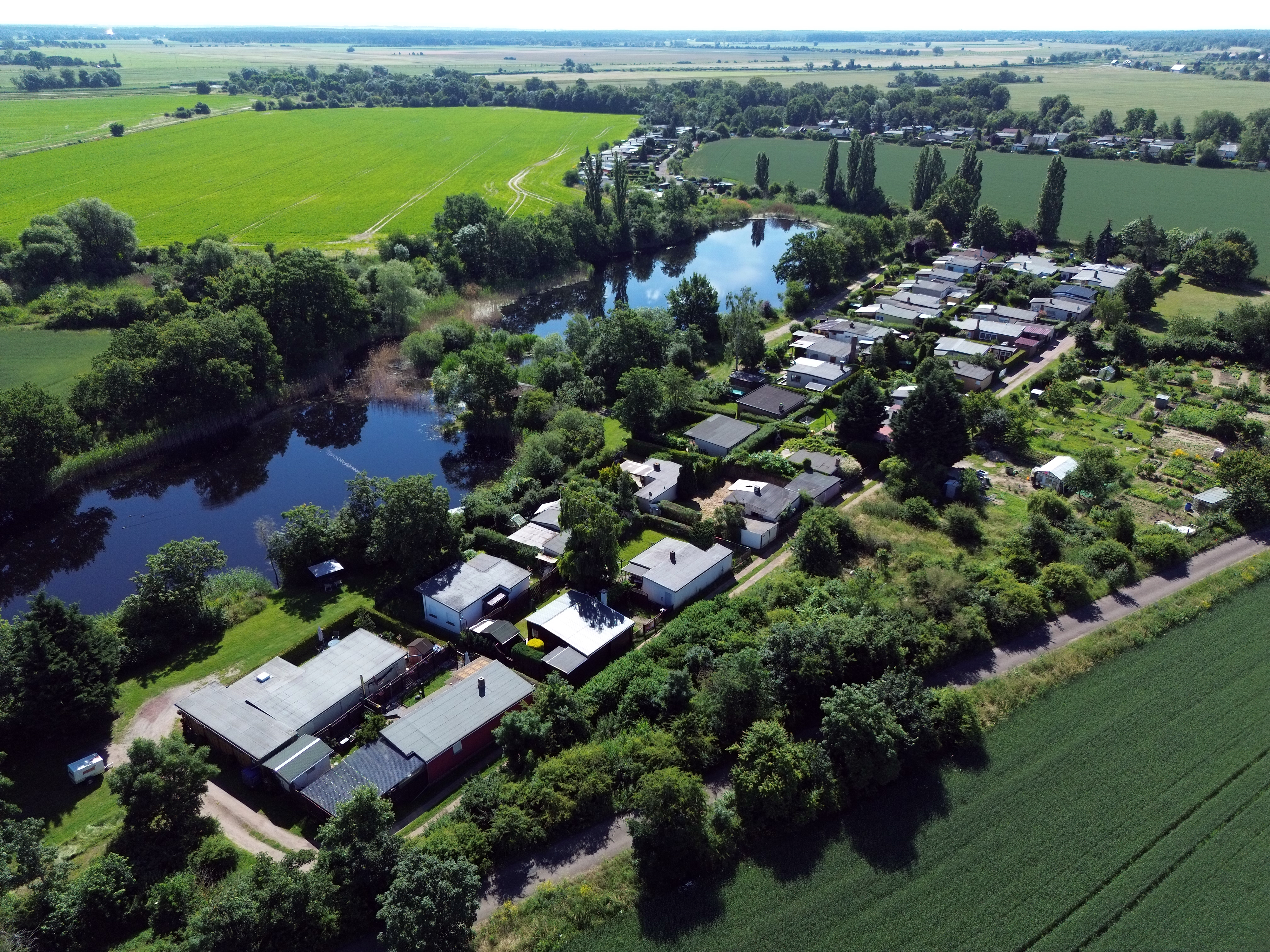
Luftaufnahme von Zipkeleben

## Geschichte
Wohl schon im 10. Jahrhundert war Zipkeleben ein Klostergut des Magdeburger Moritzklosters. 1170 gelangte Zipkeleben gemeinsam mit der Feldmark von Puppendorf durch einen Tausch zwischen Erzbischof Wichmann und Probst Balderan an das Kloster Unser Lieben Frauen.
Am 30. September 1928 wurde der Gutsbezirk Zipkeleben mit der Stadt Magdeburg vereinigt. Noch Anfang der 1930er Jahre wurde ein in der Gemarkung von Zipkeleben liegender Gerichtsstein erwähnt. 1953 wurde das Klostergut zum Volksgut Prester umgewandelt. Von den Gebäuden des Gutes blieb keines erhalten – lediglich Teile der Einfriedungen sind noch zu finden. Ebenso vorhanden sind auch noch Reste des kleinen Friedhofs des Ortsteils – jedoch in einem ungepflegten Zustand.
1965 entstand am See Dreierkolke eine erste Siedlung von 32 Lauben für Angler, die ständig am Umflutkanal zelteten und einen FKK-Strand gründeten. 1975 folgte die Angersiedlung und 1980 eine dritte Bungalowsiedlung, welche vor allem für Mitarbeiter des Magdeburger Industriebetriebes MAW gedacht war.
Bei der Neuaufteilung der Stadtteile im Jahr 1994 wurde Zipkeleben als eigener Stadtteil festgesetzt.